# Новый Иштеряк
Но́вый Иштеря́к (тат. Яңа Иштирәк) — село в Лениногорском районе Республики Татарстан, административный центр Новоиштерякского сельского поселения.

## Этимология
Топоним произошёл от татарского слова «яңа» (новый) и татарского ойконима «Иштирәк» (Иштеряк).

## География
Село находится на реке Шешма, в 37 км к юго-западу от районного центра — города Лениногорска.

## История
Основание села относят к 1760–1780-м годам.
В сословном плане, вплоть до 1860-х годов жителей села причисляли к государственным крестьянам и тептярям. Их основными занятиями в то время были земледелие, скотоводство.
В «Списке населенных мест по сведениям 1859 года», изданном в 1864 году, населённый пункт упомянут как казённая деревня Новый Иштеряк 3-го стана Бугульминского уезда Самарской губернии. Располагалась при реке Шешме, по правую сторону большой дороги из Бугульмы на Сергиевские минеральные воды, в 50 верстах от уездного города Бугульмы и в 30 верстах от становой квартиры в казённой деревне Балахоновке. В деревне в 94 дворах жили 455 человек (213 мужчин и 242 женщины). Была мечеть.
По сведениям из первоисточников, в начале XX века в селе действовали 2 мечети.
С 1930 года в селе работали коллективные сельскохозяйственные  предприятия.
Административно, до 1920 года село относилось к Бугульминскому уезду Самарской губернии, с 1920 года — к Бугульминскому кантону, с 1930 года — в Шугуровском, с 1959 года — в Лениногорском районах.

## Население
Динамика
По данным переписей, население деревни увеличивалось со 145 душ мужского пола в 1785 году до 1660 человек в 1920 году. В последующие годы численность населения деревни уменьшалась и в 2017 году составила 646 человек.
Национальный состав
Согласно результатам переписи 2002 года, в национальной структуре населения села татары составляли 98% из 703 человек.

## Экономика
Полеводство, мясо-молочное скотоводство.

## Инфраструктура
Начальная школа - детский сад, дом культуры, фельдшерско-акушерский пункт, основная школа.

## Религия
Мечеть (с 1994 года).